# Entisar Elsaeed
Entisar Elsaeed (ou Entessar El-Saeed) é uma ativista egípcia pelos direitos das mulheres e fundadora e diretora da Fundação para o Desenvolvimento e o Direito do Cairo. A sua fundação e missão concentram-se principalmente em conter a mutilação genital feminina, ajudar vítimas de violência doméstica e fornecer educação sexual.

## Movimentos
Com o advento da pandemia COVID-19, Elsaeed e sua fundação concentraram-se no aumento do abuso doméstico infligido a muitas mulheres. Com ordens de confinamento mantendo os homens fora do trabalho e em casa por mais horas do dia, o índice de violência doméstica deveria aumentar. Além disso, a educação sexual foi prejudicada durante a pandemia, resultando na crescente incapacidade de acesso a informações sexuais seguras. Por fim, observou-se que a responsabilidade de manter os membros da família seguros e socialmente distantes recai mais frequentemente sobre a mãe da família. Como resultado, a fundação da Elsaeed aumentou a sua produção de material educacional em todas essas três questões, o que permitiu que continuassem a causar um impacto enquanto aderiam aos protocolos de segurança por causa do COVID.
Elsaeed manifestou-se contra a mutilação genital feminina (MGF) no Egipto, que tem o maior número de mulheres submetidas à MGF de qualquer país. Ela aprovou as medidas do governo egípcio para impor sentenças mais duras aos condenados por perpetrar a MGF, mas falou sobre o enraizamento cultural da MGF na sociedade egípcia. Elsaeed citou preocupações de que as leis não seriam aplicadas e as condenações seriam raras.
Além disso, Elsaeed apoiou a liberdade de expressão de mulheres que foram presas por "incitamento à libertinagem" postando vídeos no TikTok, um aplicativo popular de mídia social e partilha de vídeos. Elsaeed criticou a incapacidade de muitos no Egipto de se ajustarem às novas mudanças culturais que se desenvolveram como resultado da mídia social.